# Czeska i Słowacka Republika Federacyjna
Czeska i Słowacka Republika Federacyjna – państwo powstałe po upadku komunistycznej Czechosłowackiej Republiki Socjalistycznej. W skład federacji wchodziły Republika Czeska i Republika Słowacka, znajdujące się w granicach poprzedzających je Czeskiej Republiki Socjalistycznej i Słowackiej Republiki Socjalistycznej.

## Oficjalne nazwy
- 1990: Czechosłowacka Republika Federacyjna – CSRF (cz. Československá federativní republika  – ČSFR) lub Czecho-słowacka Republika Federacyjna – CSRF (słow. Česko-slovenská federatívna republika  – ČSFR)[1][2].
- kwiecień 1990–1992: Czeska i Słowacka Republika Federacyjna – CSRF (cz. Česká a Slovenská Federativní Republika, słow. Česká a Slovenská Federatívna Republika – ČSFR)[3][4].

## Geograficzne nazwy
- Czechosłowacja (cz. Československo) lub Czecho-Słowacja (słow. Česko-Slovensko)

## Historia
Od chwili odzyskania niezależności po aksamitnej rewolucji między czeską i słowacką częścią Republiki uwidaczniały się różnice w stosunku do wspólnego państwa, czego przejawem były spory dotyczące nazwy państwa, tak zwana wojna o myślnik na początku 1990.
W 1992 wbrew znacznej części opinii publicznej elity polityczne Czech i Słowacji (szczególnie duża w tym rola Václava Klausa i Vladimíra Mečiara) zadecydowały o rozwiązaniu państwa związkowego, czemu do końca przeciwni byli prezydent Václav Havel oraz lider chadeków słowackich Ján Čarnogurský. Ustalono równy parytet walut państwowych, który nie utrzymał się długo z powodu kłopotów gospodarczych Słowacji. Stosowne ustalenia Zgromadzenie Federalne podjęło 25 listopada. 1 stycznia 1993 federacja przestała istnieć rozpadając się na dwa niezależne politycznie od siebie państwa: Republikę Czeską i Republikę Słowacką.

## Symbole republik związkowych

flaga Republiki Czeskiej wewnątrz CSRF
Herb wielki Czech
Herb mały Czech
flaga Republiki Słowackiej wewnątrz CSRF
Herb Słowacji